# Gunhild Anundsdotter
Gunhild Anundsdotter, också kallad Gyda Anundsdotter var en svensk kungadotter och dansk drottning. Äktenskapet upplöstes på grund av för nära blodsband. Hon framlevde därefter som hon varit änka, och ägnade sig åt sömnad och gästfrihet. Hennes levnadsår är inte kända, men hon levde under kung Emund den gamles regeringstid på 1050-talet. Saxo Grammaticus kallar henne ibland Guda eller Gyda.

## Biografi
I Adams berättelse om Emund den gamle, och hur denne skickade iväg Adalvard den äldre från ärkestiftet Hamburg-Bremen, meddelas också hur de på vägen hem efter att ha passerat "bergstrakterna i Sverige" kom till en "helgonlik" drottning Gunhild, som skilts från danernas kung eftersom de var för nära släkt, och att hon nu levde utanför Danmark och ägnade sig åt fromma arbeten. Saxo Grammaticus anför liknande uppgifter, men kallar henne Guda eller Gyda. Det är okänt om Gunhild var mor till något av Sven Estridssens mer än 20 barn. 
Adam av Bremen meddelar i ett skolion att en Gunhild var änka efter Anund, och att hon inte skall förväxlas med en "Gude" som dödades av Thora. Hans Gillingstam menade att detta var en annan Gunhild, och att alltså ytterligare förväxlingar förelegat.
Enligt en uppgift först nedtecknad av Johannes Magnus ska Gunhild som änkedrottning ha grundat Gudhems kloster då hon återvände till sitt gods i Västergötland från Danmark år 1052. Gudhem ska ha tillhört hennes gårdar. Klostret i Gudhem grundades dock hundra år senare.

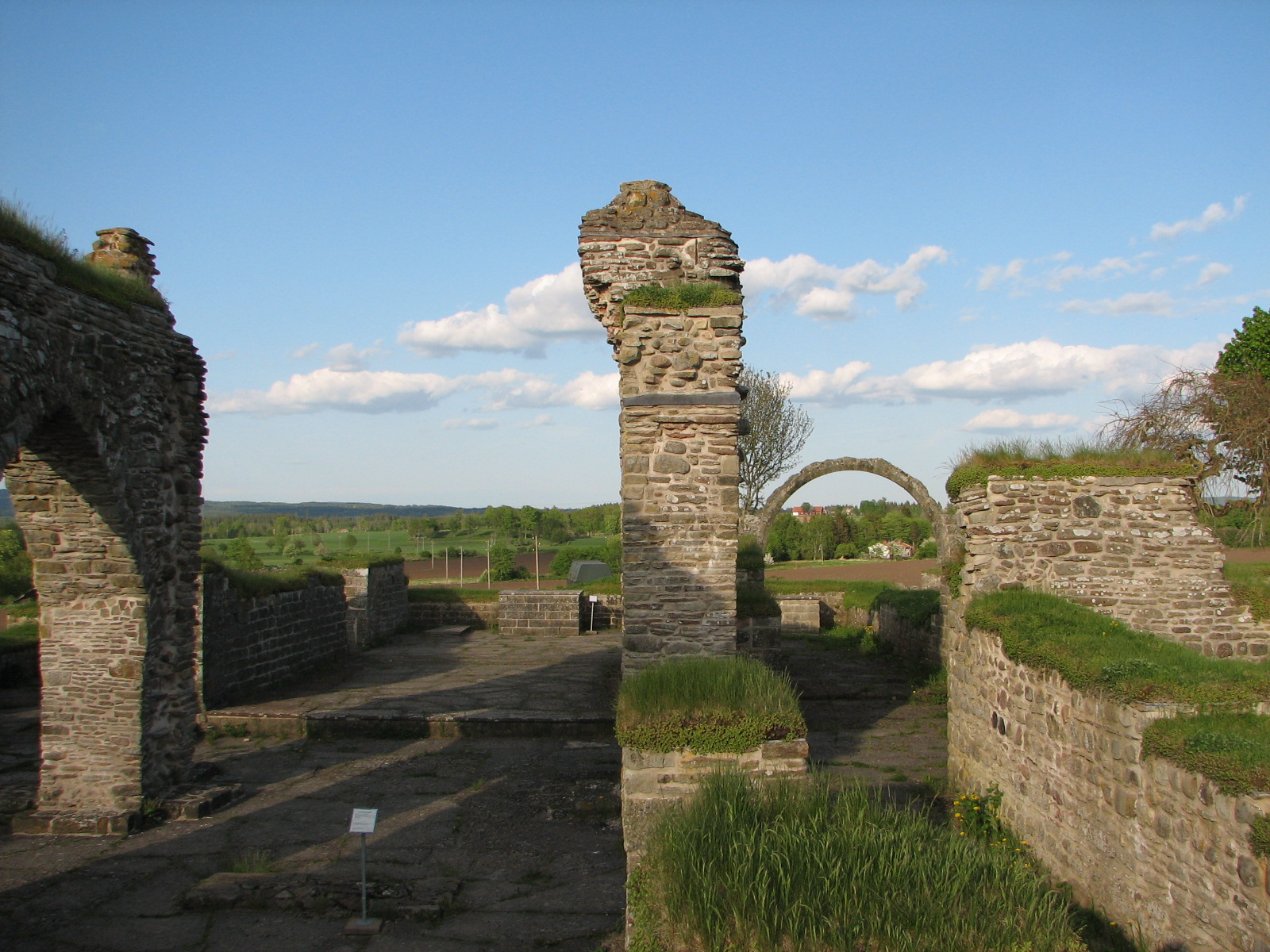
Ruinen efter Gudhems kloster, som Gunhild enligt uppgift i en källa påstås ha grundat.